# Tromsøya
Tromsøya é uma ilha do norte da Noruega, no condado de Troms og Finnmark.                                                                                                       Está situada no estreito de Tromsøysundet entre a terra firme a leste e a ilha de Kvaløya a oeste.                                                                                                                                                                                              
Tem uma área de 21,7 km 2, e uma população de 39 882 habitantes (2018), sendo assim a ilha mais povoada da Noruega.
O sudeste da ilha é ocupado pelo centro da cidade de Tromsø, havendo ainda várias localidades no resto da ilha.
Conta com uma ponte e um túnel para a terra firme e uma ponte para a ilha de Kvaløya. Dispõe do aeroporto de Tromsø-Langnes, localizado no lado oeste da ilha.